# Eulaema bomboides
Eulaema bomboides är en biart som först beskrevs av Heinrich Friese 1923.  Eulaema bomboides ingår i släktet Eulaema, tribus orkidébin, och familjen långtungebin. Inga underarter finns listade.